# Estanislau I de Polònia
Estanislau Leszczyński (en polonès Stanisław Leszczyński), conegut com a Estanislau I de Polònia (Lviv, actualment Ucraïna, 20 d'octubre de 1677 - Lunéville, 23 de febrer de 1766), fou rei de Polònia del 1704 al 1709 i del 1733 al 1736 amb el nom d'Estanislau I. Va presidir la República de les Dues Nacions i va ser Gran Duc de Lituània. I a partir de 1737 va convertir-se en duc de Lorena i de Bar fins a la seva mort.

## Família
Era fill de Rafaeł Leszczyński (1650-1703) i d'Anna Jablonowska (1660-1727), d'una noble família originària de Bohèmia que s'havia instal·lat a Polònia el segle x. A l'edat de vint anys es va casar amb Caterina Opalińska, filla de Joan Carol Opaliński (1642-1695) i de Sofia Anna Czarnkowska (1660-1701). La parella va tenir dues filles:
- Anna Leszczyńska (1701-1718)
- Maria Leszczyńska (1703-1768), que es va casar amb el rei de França Lluís XV.

## Grandeses i misèries de Polònia
Va rebre una educació molt acurada especialment en el camp de la literatura i de la ciència, a més de parlar diversos llengües com el polonès, l'alemany, l'italià, el francès o l'anglès. Va recórrer les principals capitals europees per a completar la seva formació. Des de 1697 el títol de rei de Polònia estava en mans de Frederic August I de Saxònia amb el nom d'August II de Polònia, el qual, en una aliança amb el tsar Pere I de Rússia va declarar la guerra contra Suècia, governada aleshores pel rei Carles XII. Com a resultat d'aquesta guerra, les tropes sueques van derrotar els russos i van envair Polònia, i van propiciar que Estanislau en fos elegit rei el 12 de juliol de 1704. Però cinc anys després amb la derrota de Poltava (1709) el rei Carles XII que l'havia ascendit al tron va ser fet presoner per les tropes russes i empresonat a Bessaràbia, a Bender (avui Tighina a Moldàvia). Estanislau, després que fou fet fora del tron de Polònia, cavallerescament es va unir a la presó del rei.

## Exili
Sota la protecció del mateix rei de Suècia el 1714 es va exiliar primer al principat de Zweibrücken (Deux-Ponts) que el rei li va atorgar; hi va poder cultivar la música i les arts, la filosofia i les ciències al palau barroc «amb aspectes orientals» que va fer construir i que va batejar Tschifflick» ("casa d'estiueig" en turc), en record del seu sojorn a Bender. Fou durant el seu sojorn al principat, que perdrà la seva filla gran Anna.
A la mort de Carles XII de Suècia, el 1718, Estanislau i la seva família trobaren refugi amb el duc Leopold I de Lorena, cunyat del regent, i després (març de 1719) amb la mediació encertada del baró Estanislau Constantí de Meszek, a Wissembourg, a Alsàcia, sobre les terres del rei de França.
S'allotja en principi al castell Saint-Rémi i després en una mansió més espaiosa posada a la seva disposició pel batlle de Weber que la tenia del seu sogre, el recaptador de l'Orde Teutònic Jaeger (avui una residència d'avis). La família va viure de manera modesta, gràcies a una pensió de mil lliures per setmana atorgada pel Felip III d'Orleans. Estanislau s'hi avorria força, envoltat d'un cercle de cortesans cada vegada més reduït. El seu cercle domèstic es repartia honors i títols de cort, d'ara endavant buits, i no deixava tanmateix de barallar-se per a qüestions de precedències.
Però la sort d'Estanislau va canviar sobtadament quan l'interès de la cort del Regne de França per casar el jove rei Lluís XV va fer que s'optés per la seva filla Maria com a futura reina de França. A partir d'aquest casament la família va passar a residir a Fontainebleau primer, i després a Saint-Germain-en-Laye.

## Un matrimoni reial
Durant aquest temps, al Regne de França, a la mort del Regent, Felip III d'Orleans, el 2 de desembre de 1723, el duc de Borbó (Monsieur el Duc) va obtenir de Lluís XV de França el càrrec de Primer Ministre. El Regent havia previst que Lluís XV de França, que tenia 13 anys, es casés amb una infanta d'Espanya, llavors de sis anys. Aquesta perspectiva llunyana inquietava al duc de Borbó, ja que, si Lluís XV de França arribés a desaparèixer abans d'haver-se casat i haver engendrat un hereu viril, la corona tornaria al fill del Regent, el jove Lluís IV d'Orleans. En efecte, Lluís XV sempre havia estat de salut fràgil. Nombrosos eren aquells sobretot entre els polítics i els diplomàtics - que pensaven que no atenyeria l'edat adulta. A la seva mort, el seu cosí, el jove duc d'Orleans li hauria de succeir. El duc de Borbó, membre d'una branca cadet rival dels Orleans, príncep de la sang i primer ministre, no volia perdre el poder. Existia en efecte, entre les branques d'Orleans i de Condé de la casa de Borbó, una oposició aparentment irreductible. Monsieur el Duc, fet Primer Ministre, va tenir doncs una obsessió: casar el rei i fer-li fer nens el més de pressa possible. Una malaltia que va afectar el rei el febrer de 1725 el va convèncer de precipitar el moviment: la infanta d'Espanya va ser acomiadada a Madrid i un Consell, tingut el 31 de març de 1725, va examinar els diferents partits possibles per reemplaçar-la. Empès per la seva amant, l'ambiciosa marquesa de Prie, no va vacil·lar a provocar la ira de la cort d'Espanya i, perjurant la paraula de França, va rompre les esposalles per tal d'intentar casar el rei adolescent a una princesa que li pogués assegurar al més aviat possible una descendència.

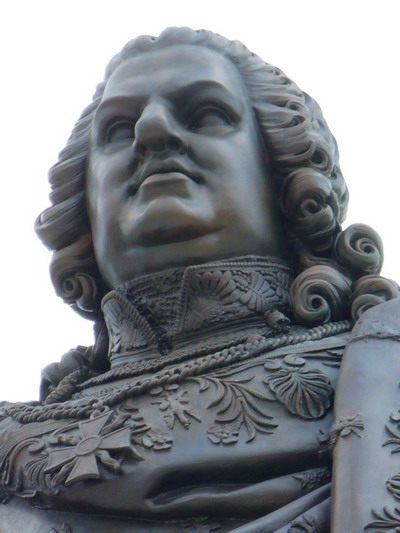
Estàtua de Stanislas Leszczyński, Place Stanislas, Nancy

Després d'haver eliminat les princeses massa grans o massa joves o les que estaven vinculades als Orleans (com les filles de Leopold I de Lorena, les que no eren catòliques (ortodoxes com la filla del tsar, calvinistes o luteranes com a moltes princeses alemanyes), no va quedar cap candidata. El duc de Borbó va intentar proposar una de les seves germanes però la maniobra, massa grollera, va fracassar. Es va "repescar" llavors la princesa Maria, filla d'Estanislau, rei destronat de Polònia, ja de 22 anys, i del qual el primer ministre i sobretot la seva amant, la marquesa de Prie, esperaven a canvi un reconeixement etern que els asseguraria la conservació del poder.
Monsieur el Duc, que era vidu des de 1720 i sense posteritat, havia considerat casar-se ell mateix amb la princesa polonesa i havia fet un cert nombre de passos en aquest sentit.
Quan li fou enviat el febrer de 1725, el pintor Pierre Gobert per fer el retrat de la princesa Maria, Estanislau va ser persuadit que aquest projecte prenia forma. Quina no va ser la seva estupefacció quan, el 2 d'abril, dilluns de Pasqua, un correu li va portar un plec, segellat del segell del duc de Borbó, que li demanava la seva noia en matrimoni en nom de Lluís XV de França!
Maria Leszczyńska va acceptar immediatament la proposició que li era feta. El 27 de maig, a l'aixecar-se, Lluís XV de França va fer l'anunci oficial del matrimoni. El 4 de juliol, la família va venir instal·lar-se a Estrasburg on, el 15 d'agost, el matrimoni va ser celebrat indirectament a la catedral pel Cardenal de Rohan, Armand Gaston Maximilien de Rohan, gran capellà del Regne de França i bisbe de la diòcesi.Estanislau i la seva dona se'n van anar d'Estrasburg el 22 de setembre i van arribar el 16 d'octubre al castell de Bourron, prop de Fontainebleau, on van trobar la seva filla. L'endemà, Lluís XV de França va venir retre'ls visita per primera vegada.
Estanislau va retre aquesta visita el 17 d'octubre a Fontainebleau i, el 19, va marxar a Chambord on havia estat decidit que s'establiria, millor que a Saint-Germain-en-Laye. Hi va residir fins al 1733, venint d'incògnit, cada tardor a retre visita a la seva filla. S'hi dedica a la caça tot meditant sobre projectes de biblioteca d'estudi i d'acadèmia que posarà en aplicació una vegada fou duc de Lorena. Va tenir també al seu servei el compositor parisenc Louis Homet (llavors a Orléans, ciutat situada a una quarantena de quilòmetres de Chambord).
Les relacions d'Estanislau amb Lluís XV de França van ser generalment bastant fredes. En presència del seu sogre, Lluís XV de França sentia probablement que no s'havia casat amb la filla d'una de les primeres famílies d'Europa. No obstant això, Estanislau era cultivat, espiritual, i s'interessava per les ciències i per les tècniques, el que subministrava assumptes d'interès comú.
L'1 de novembre de 1749, el rei de Polònia i duc de Lorena i la Senyora Infanta tenien sobre la pila baptismal la filla del comte de Bragelone

## La restauració fallada i la guerra de Successió de Polònia
La mort d'August II, rei de Polònia, sobrevinguda l'1 de gener de 1733, va obrir una crisi de successió. L'emperador romà germànic Carles VI i la tsarina Anna es van pronunciar a favor de l'elector de Saxònia, August III, fill del rei difunt, mentre que a França, però també a Polònia, un important partit militava a favor de la restauració d'Estanislau. El cardenal Fleury, que no tenia gaire simpatia per aquest hoste costós que no aportava res al tresor, el va deixar marxar secretament a Polònia mentre un doble prenia ostensiblement el mar a Brest sobre un vaixell francès. El 8 de setembre de 1733, Estanislau va arribar a Varsòvia i va ser reconegut rei de Polònia i gran duc de Lituània per la dieta des del 12 de setembre. Els adversaris d'Estanislau ja havien començat a prendre les armes.
Des de la seva elecció, Rússia va enviar tropes i, des del 22 de setembre, Estanislau es va haver de refugiar en Dantzig (Gdańsk) per a esperar-hi l'ajuda, mentre el 5 d'octubre, August III era proclamat rei a Varsòvia sota la protecció dels exèrcits russos. El 10 d'octubre, Lluís XV de França, no podent enfrontar-se a Rússia, difícil d'atènyer, va declarar la guerra al seu aliat, l'Emperador Carles VI. Va ser el començament de la Guerra de Successió de Polònia.
Per evitar separar-se de les potències neutrals, el cardenal Fleury es va guardar bé d'enviar reforços a Estanislau, que estava sent assetjat en Danzig per les tropes russes a partir de febrer 1734 i sotmès a un incessant piconament d'artilleria. Per salvar les aparences, es va limitar a despatxar alguns vaixells portant aproximadament 2000 homes que foren derrotats a l'altura de Danzig als darrers dies de maig. Estanislau, del qual el cap havia estat posat a preu, es va haver d'evadir sota una disfressa el 27 de juny ajudat per un espia de Lluís XV, el Cavaller de Béla, i, després de diverses aventures, va trobar refugi, el 3 de juliol, a Prússia, on Frederic Guillem I de Prússia el va acollir al castell de Königsberg. Va fer amistat amb el príncep hereu Frederic, que fou després Frederic II de Prussia (1740), amb quin va mantenir una abundant correspondència.

## Estanislau duc de Lorena i de Bar

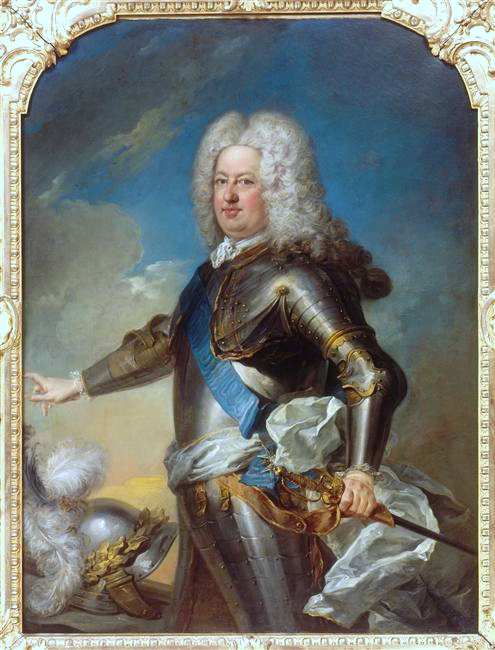
Retrat de Estanislau Leszczynski per Jean-Baptiste van Loo, Castell de Versalles

Carles VI trobant-se en una situació militar delicada va oferir a Lluís XV de França negociar un tractat de pau. El cardenal de Fleury hi va veure l'oportunitat de posar finalment la mà sobre els Ducats de Lorena i de Bar que, encara que pres en tenalles per les possessions franceses (tres bisbats de Toul, Verdun i Metz, camí d'Alsàcia), molestaven les comunicacions entre París i Alsàcia, ja que el duc de Lorena i de Bar era obertament favorable a l'Emperador del qual s'havia de casar amb la filla gran i hereva, Maria Teresa I d'Àustria.
Després de negociacions difícils, el duc de Lorena es va negar a abandonar els seus assumptes i el seu patrimoni, es va convenir el 3 d'octubre de 1735, en un acord dit «els Preliminars de Viena», que Estanislau rebria en renda vitalícia els ducats de Lorena i Bar que tornarien a França a la seva mort, el duc de Lorena Francesc III (futur Emperador Francesc I del Sacre Imperi rebria en compensació el Gran Ducat de Toscana a la defunció del gran duc regnant. Francesc III, reticent però obligat per l'Emperador, va signar el 24 de setembre de 1736 l'acte de cessió del ducat de Bar però va esperar fins al 13 de febrer de 1737 per renunciar al ducat de Lorena.
Entretant, el 5 de maig de 1736, Estanislau havia deixat Königsberg per instal·lar-se el 4 de juny al castell de Meudon.
Després d'haver abdicat oficialment el tron de Polònia, el 30 de setembre, va ser obligat pels ministres de Lluís XV de França, de signar una declaració secreta, anomenada «declaració de Meudon», per la qual declarava no voler «carregar dels entrebancs dels arranjaments que concerneixen a l'administració de les finances i ingressos dels ducats de Bar i de Lorena». Estanislau ho confiava al rei de França, que entrava en possessió dels ducats «des d'ara i per sempre».
En compensació, Estanislau rebia una renda anual de 1.500.0000 lliures, que seria augmentada a 2 milions a la defunció del gran duc de Toscana. Estanislau es comprometia a designar «un intendent de justícia, policia i finances... o altra persona sota tal títol i denominació que fos jutjat a propòsit, el qual serà escollit de concert amb S.M. Molt Cristiana. El dit intendent o altre exercitarà en el nostre nom el mateix poder i les mateixes funcions que els intendents de província exerciten a França.» Estanislau va acceptar, amb el títol de canceller, el 18 de gener de 1737, al cunyat del controlador general Filibert Orry, Antoine-Martin Chaumont de la Galaizière, que havia estat proposat pel cardenal de Fleury. Aquest va prendre possessió en nom d'Estanislau, el 8 de febrer de 1737 del ducat de Bar i el 21 de març del ducat de Lorena.
Estanislau va ser fredament acollit per la població lorenesa, molt lligada a la família ducal i el seu intendent Chaumont de la Galaizière va ser unànimement odiat i roman un personatge en la imatge negra en la memòria dels lorenesos.
El 30 de març a Versalles, Estanislau i la seva dona van acomiadar Lluís XV de França, i el rei va venir a retre'ls visita l'endemà.
L'1 d'abril, Estanislau va marxar a Lorena i va arribar des del 3 d'abril a Lunéville quan la duquessa vídua (germana del difunt regent) i les seves filles, (que el duc de Borbó havia menyspreat), acabaven de deixar la vila per Commercy de la que van rebre la sobirania en renda vitalícia.
Estanislau es va haver d'allotjar amb el príncep de Craon, ja que Francesc III havia partit amb el mobiliari dels seus castells i Lluís XV de França no s'havia ocupat de proveir el seu sogre.
La reina Caterina se li va unir el 13 d'abril.
El 25 de maig i l'1 de juny, Estanislau va promulgar els edictes que creaven el seu Consell d'Estat i el seu Consell de les Finances i Comercia, sobre bases derivades de manera estreta del sistema en vigor a França: es tractava, sobretot, d'acostumar els lorenesos a fer-se francès.
Estanislau no tenia doncs cap real poder polític, però no obstant això no va estar inactiu a Lorena, pel que fa sobretot a la fundació de la Biblioteca Reial de Nancy, de la Societat Reial de les Ciències i Belles Lletres o encara de la Missió reial, monuments, etc.

## La felicitat de ser avi
Cada tardor, Estanislau i la seva dona retien visita a la seva filla a Versalles. Trianon era posat a la seva disposició durant la durada del seu sojorn, però no feien més que dormir-hi i passaven la major part del seu temps al castell.
A Nancy, Estanislau no tenia gaire poder, però gaudia d'ingressos còmodes. Va voler intentar marcar la història mantenint una cort brillant i protegint artistes i gent de cartes. Va crear la Biblioteca Reial de Nancy, pública (1750), i la Societat Reial de les Ciències i Belles Lletres, que va prendre aviat el nom d'Acadèmia de Nancy. Aquesta última havia de difondre alhora els coneixements, promocionar la llengua francesa així com la tolerància religiosa i política del segle de les Llums.
Recordem que Lorena era un verdader estat administratiu abans del lligament definitiu a França. El canceller, representant el sobirà francès, havia pres el cap d'aquesta administració eficient i hi va complir reformes i ajustos. La llengua de l'alta justícia i administració era el francès, però les poblacions parlaven sobretot una varietat de dialectes lorenesos.
Favorable a la llibertat i a la separació dels poders, Estanislau, encara que profundament creient, es va mantenir al marge dels excessos de tots els fanatismes, religiosos o ateus com ho ensenya la seva prova filosòfica: La Incredulitat combatuda pel simple bon sentit (1760).
En els "seus" Estats, va establir iniciatives socials avançades sobre el seu temps: escoles, hospitals, biblioteques públiques, graners col·lectius, socors als més desproveïts, etc. Va llançar fins i tot les bases d'una ciutat ideal inspirada de les seves pròpies realitzacions en l''Entrevista d'un europeu amb un insular del regne de Dumocala (1752). Va signar «el Filòsof que ho fa bé» una sèrie de proves filosòfiques en l'esperit de les Llums, com El combat de la voluntat i de la raó (1749).

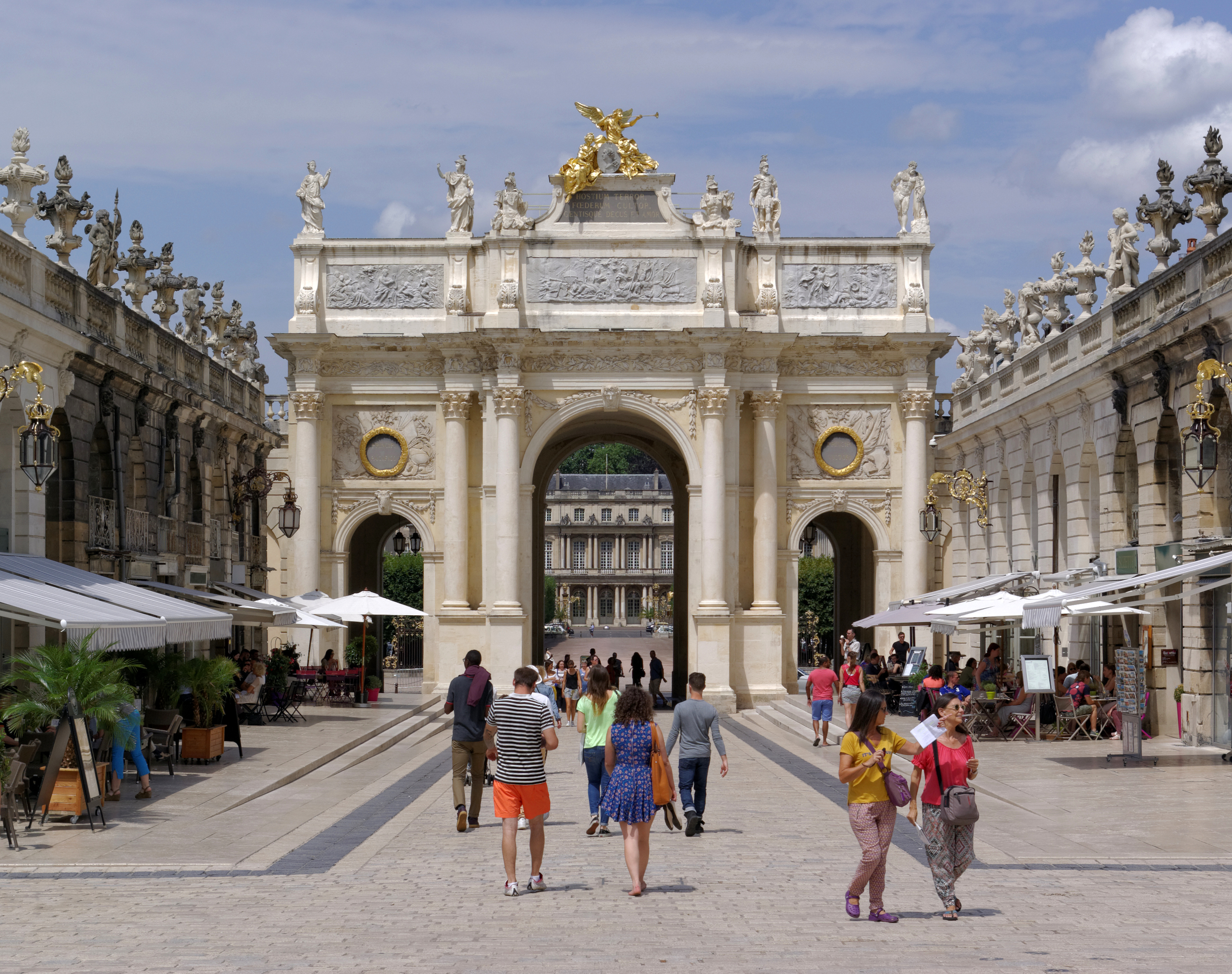
Plaça Estanislau, arc Héré

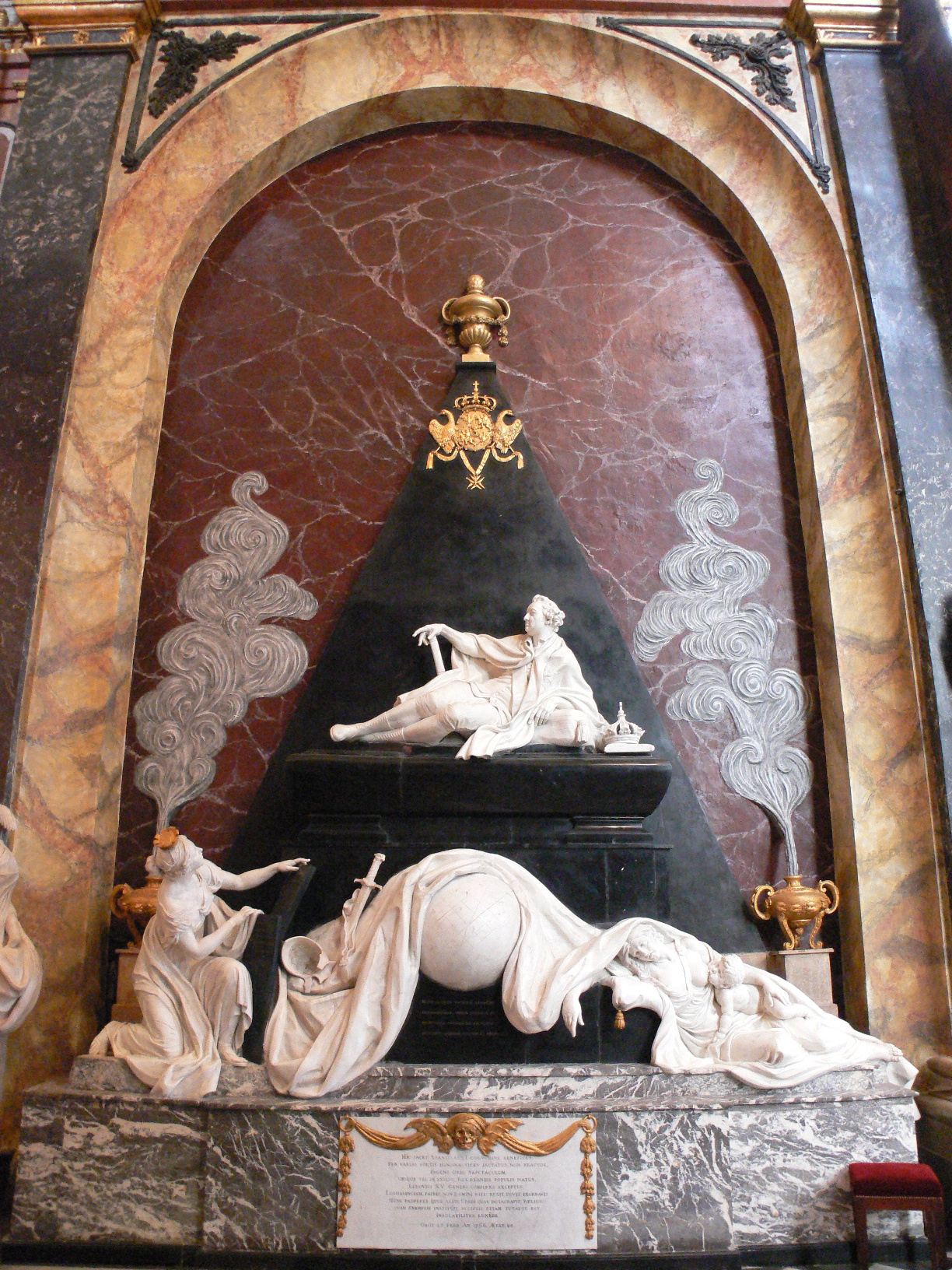
Tomba de Estanislau a l'Església Notre-Dame de Bonsecours de Nancy

Va dotar la seva capital, Nancy, del magnífic conjunt edificat al voltant de l'actual Plaça Stanislas per l'arquitecte Emmanuel Héré: una gran plaça oblongue, dita «lloc nou de la Carrera», reunint la vella ciutat a la ciutat nova. Comunicava amb la plaça Reial avui Plaça Stanislas, creat en honor del seu gendre Lluís XV de França. Inaugurada el novembre 1757, és envoltada d'immobles magnífics i és closa de reixes daurades, caps d'obra de ferreteria de Joan Lamour. El centre del lloc està ocupat des de 1831 per una estàtua de Stanislas, qui ha reemplaçat la de Lluís XV de França, treta sota la Revolució. Stanislas va fer igualment edificar l'Església Notre-Dame de Bonsecours, l'hotel de les Missions Reials, els llocs d'Aliança i de la Carrera i encara les portes Saint-Stanislas i Sainte-Catherine.
Per donació de 100 0000 francs del seu casset personal, va participar en la reconstrucció de la ciutat de Saint-Dié-des-Vosges parcialment destruïda per un incendi el 1757.
Estanislau va instal·lar diverses residències reials (castells de Commercy, La Malgrange, Jolivet i Einville) i va fer transformar el castell de Lunéville sobrenomenat el Versalles lorenès. El parc va ser completament reorganitzat per l'arquitecte Emmanuel Héré que va adornar els jardins de fàbriques: quiosc d'inspiració turca, pavelló del Trèvol amb la teulada en forma de «barret xinès», casetes ("les Cartoixes"), teatres de verdor, fonts, pavelló de la Cascada, pavelló de Chanteheux, i una Roca que posava en moviment autòmats en una decoració pastoral.
Fou el padrí del seu besnet, Lluís, comte de Provença, el 18 d'octubre de 1761
Era viu al naixement de la seva rebesneta, Maria Teresa d'Àustria (1762-1770), noia del futur Josep II del Sacre Imperi Romanogermànic.
Estanislau, de vuitanta-vuit anys, va morir a Lunéville el 23 de febrer de 1766 al final d'una llarga agonia, després se ser cremat accidentalment davant la xemeneia de la seva cambra. Fou inhumat à l'església de Notre-Dame-de-Bonsecours de Nancy, à Nancy. Les seves entranyes estan dipositades, segons el seu vot, en un cenotafi al si de l'església de Saint-Jacques de Lunéville.

A la humil serventa que tractava de disminuir les flames que el consumien, hauria dit aquestes paraules ben dignes d'un príncep del segle xviii: 
| « | Qui hagués dit, senyora, que un dia cremaríem a les mateixes brases? | » |

## Títols (1763)
«Estanislau, per la gràcia de Déu, rei de Polònia, Gran Duc de Lituània, Rússia, Prússia, Mazòvia: Samogirle, Kiòvia, Volínia, Podlàquia, Livòvinia, Smolensko, Sevèria, Czernichovie, duc de Lorena i de Bar, marquès de Pont-a-Monsó i de Nomeny, comte de Vaudemont, de Blamont, de Sarwerden, i de Salm.»
La seva defunció permetia l'annexió de Lorena pel Regne de França per la creació del Gran Govern de Lorena i Barrois.

## Obres
- Correspondència de Stanislas Leszczynski amb Frédéric-Guillaume I i Frédéric II, publicada per Pierre Boyé, París-Nancy, 1906.
- Entrevista d'un europeu amb un insular del regne de Dumocala, text establert i marcat per Laurent Versini, Universitat de Nancy II, 1981.
- Obres del filòsof que ho feia be, tres toms, 1764.
- Les Opuscules inédits de Stanislas, presentats per Louis Lacroix, Nancy, 1866.
- Stanislas Leszczynski, inédits, introducció de René Taveneaux, text establert per Laurent Versini, Presses Universitaris de Nancy, 1984.